# 夏復華
夏復華（1955年4月18日—2017年10月23日），中華民國海軍陸戰隊中將，籍貫湖南省東安縣，畢業於海陸士校6期、陸軍官校正46期、陸戰隊學校英文軍官班27期，士官轉軍官出身，曾任退輔會欣雲公司總經理、國防部總督察長、參謀本部聯七次長、參謀本部聯準室主任、海軍陸戰隊指揮官、副指揮官、海軍陸戰隊66旅長、國防部後備司軍動處長、海軍陸戰隊作戰處長、海軍陸戰隊66師653團長，曾被喻為是中華民國海軍陸戰隊歷年來最特別嚴格且兇悍的指揮官。
退伍後，受退輔會委派擔任「欣雲瓦斯公司」總經理。2017年10月23日，因學弟陳添勝中將勸酒而喝多，意外摔倒身亡。

## 外部連結
- 王烱華. . 蘋果. 2017年10月24日 （中文（臺灣））.
- . 今日. 2017年10月24日  [2019年12月15日]. （原始内容存档于2019年12月15日） （中文（臺灣））.
- 林國賢、謝介裕、涂鉅旻. . 自由. 2017年10月25日  [2019年12月15日]. （原始内容存档于2019年12月15日） （中文（臺灣））.
- . 自由. 2018年5月2日  [2019年12月15日]. （原始内容存档于2019年12月15日） （中文（臺灣））.